# Logania drucei
Logania drucei är en fjärilsart som beskrevs av Dudley Moulton 1911. Logania drucei ingår i släktet Logania och familjen juvelvingar. Inga underarter finns listade i Catalogue of Life.